# Алимжанов, Фарходбек Айбекович
Фарходбек Айбекович Алимжанов  (род. 3 марта 1988, город Ош) — депутат Жогорку Кенеша Кыргызской Республики VII созыва от политической партии «Альянс» (с 2021 года). Член Комитета по бюджету, экономической и фискальной политике.

## Биография
Родился 3 марта 1988 года в городе Оше Киргизской ССР, по национальности узбек.
Образования не имеет. 9 апреля 2022 года ЦИК Киргизии объявил итоги расследования, из которых следует, что оба предьявленные диплома фальшивые.
С 2006 по 2018 годы работал менеджером ОсОО ТД «Бакай-Юг». С 2008 по 2013 годы - директор ОсОО ТД «Бакай-Юг», С 2013 по 2017 годы трудился в должности директора АОЗТ «Ак-Кайын». С 2016 года - директор Общественного благотворительного фонда “Айбек Алимжанов”.
В ноябре 2021 года избран депутатом VII созыва Жогорку Кенеша Кыргызской Республики от политической партии «Альянс». Является членом Комитета по бюджету, экономической и фискальной политике.
Женат, отец троих детей.